# فرصة أخرى (فلم)

ملصق الفيلم

فرصة أخرى هو فيلم كويتي كوميدي أكشن من إنتاج شركة عبد الموفي لعام 2008 - 2009، تأليف وإخراج حسن عبدال. يقوم في البطولة كل من أحمد إيراج، خالدي البريكي، نصار النصار، عبد الله الزيد.

## قصة الفيلم
رجل يحلم بأن يصبح شرطيا منذ الطفولة ويتحقق الحلم ولكنه ليس شرطيا بل جاسوسا ويفشل في مهمة من المهمات في بعض الأحيان.

## وصلات خارجية
- معلومات عن فيلم فرصة أخرى من جريدة النهار الكويتية
- حوار مع المخرج حول الفيلم من جريدة القبس الكويتية